# برايان ودال
برايان ودال (بالإنجليزية: Brian Woodall)‏ هو لاعب كرة قدم بريطاني، ولد في 6 يونيو 1948 في تشستر في المملكة المتحدة، وتوفي بنفس المكان في 4 مايو 2007. لعب مع أولدهام أثلتيك وشيفيلد وينزداي ونادي تشستر سيتي ونادي كرو ألكساندرا.